# Matthias Basedau
 (avril 2023).
Matthias Basedau (né le 8 février 1968 à Heilbronn) est un politologue allemand et directeur du German Institute of Global and Area Studies à Hambourg.

## Biographie

### Parcours professionnel
Basedau a étudié la science politique, la sociologie et la psychologie à l'université de Heidelberg. Après un doctorat à Heidelberg (2001, Dr phil.), il devient chercheur au GIGA Institute for African Studies en 2002. Là, il devient responsable de l'Afrique australe (en particulier le Botswana), de l'Afrique de l'Ouest et du Sahel (en particulier du Mali, du Niger, Tchad). Depuis 2013, il enseigne en tant que professeur à l'Université de Hambourg (§ 17 Chaire). En 2014, il est professeur invité à l'Institut de recherche sur la paix d'Oslo. Depuis 2018, il est directeur de l'Institut GIGA d'études africaines à Hambourg.

### Axe de recherche
Les principaux intérêts de recherche de Matthias Basedau sont dans le domaine de l'irénologie. Il s'agit notamment des conflits violents domestiques et de la résolution des conflits, en particulier des déterminants tels que l'ethnie, les ressources naturelles stratégiques, les institutions politiques et la religion ainsi que les catastrophes naturelles et la croissance démographique. Ce faisant, il est guidé par la science politique comparative, par exemple, la recherche sur les partis politiques, les Système des partis et la démocratisation ; ingénierie institutionnelle, changement de régime en Afrique subsaharienne. 
Méthodologiquement, il utilise une combinaison de méthodes de recherche qualitatives et quantitatives, des comparaisons qualitatives Small-N, Comparative Études régionales. Son expertise régionale est centrée sur l'Afrique subsaharienne et le Sud, en particulier l'Afrique de l'Ouest, le Sahel et le Botswana.

### Offices et fonctions
- Membre du Comité consultatif externe de la Centro de Estudios Internacionales (CEI-ISCTE), Lisbonne (depuis septembre 2022)
- Membre du Conseil Scientifique de la Peace Research Institute Frankfurt (depuis novembre 2021)[2].
- Membre du groupe de travail national « Religion et développement » au sein du BMZ (équipe thématique nationale « Religion et développement ») (depuis mai 2015)
- Membre du Conseil consultatif du Heidelberger Institut für Internationale Konfliktforschung (2016-2019)
- Collaborateur externe à l'Institut de recherche sur la paix d'Oslo (PRIO) (depuis mai 2014).

## Projets notables de recherche
- Liberté et développement ? Acteurs religieux, Liberté de religion et de conviction et développement durable, Bonn, Ministère fédéral de la Coopération économique (BMZ), 2020-2023[3].
- Religion, conflit et paix durable (BMZ), Bonn, février-décembre 2019.
- Membre du groupe de travail dans le projet Résoudre les conflits djihadistes ? Religion, guerre civile et perspectives de paix à l'université d'Uppsala, dirigée par Isak Svensson et financée par la Riksbankens Jubileumsfond (fondation suédoise pour les sciences humaines et sociales) (depuis 2016)
- Une liaison dangereuse. Ethnicité, ressources naturelles et apparition de conflits civils, Fondation allemande pour la recherche (DFG) (2012–2017)
- Directeur adjoint : Religious Minorities: Discrimination, Grievances and Conflict, Fondation germano-israélienne (GIF) (2016-2019)
- Directeur adjoint : Institutions for Sustainable Peace – Comparing Institutional Configurations in Divided Societies, Leibniz-Gemeinschaft (WGL), Pacte pour la recherche et l'innovation (2012–2017).

## Publications notables
- (de) « Resource Curse or Rentier Peace? The Ambiguous Effects of Oil Wealth and Oil Dependence on Violent Conflict », Journal of Peace Research, vol. 46,‎ 2009, p. 757–776.
- (de) Bad Religion? Religion, Collective Action, and the Onset of Armed Conflict in Developing Countries, vol. 60, 2016, p. 226–255.
- (de) Area Studies, Comparative Area Studies, and the Study of Politics: Context, Substance, and Methodological Challenges, vol. 1, 2007, p. 105–124.
- (de) ViEWS: A political violence early-warning system". Journal of Peace Research, vol. 56, 2019, p. 155–174
- (de) Rebels with a Cause: Does Ideology Make Armed Conflicts Longer and Bloodier?", Journal of Conflict Resolution, vol. 66, 2022, p. 1826–1853.
- (de) Erfolgsbedingungen von Demokratie im subsaharischen Afrika. Ein systematischer Vergleich ausgewählter Länder, Opladen, 2003 (ISBN 3-8100-3820-2).
- (de) Resource politics in sub-Saharan Africa, Hambourg, 2005 (ISBN 3-928049-91-7).
- (de) Multiple Unsicherheit. Befunde aus Asien, Nahost, Afrika und Lateinamerika. Hambourg, Schriften des Deutschen Übersee-Instituts Hambourg, 2005 (ISBN 3-926953-66-7), chap. 66.
- (de) Machtquelle Erdöl. Die Außen-, Innen- und Wirtschaftspolitik von Erdölstaaten. Nomos, Baden-Baden, 2011 (ISBN 3-8329-6892-X).